# Lochmaeocles confertus
Lochmaeocles confertus är en skalbaggsart som först beskrevs av Aurivillius 1923.  Lochmaeocles confertus ingår i släktet Lochmaeocles och familjen långhorningar.
Artens utbredningsområde är Guatemala. Inga underarter finns listade i Catalogue of Life.